# Tích hợp điện tử Piezo-Electric
Viết tắt IEPE là viết tắt của Tích hợp điện tử Piezo-Electric. Nó đặc trưng cho một tiêu chuẩn kỹ thuật cho các cảm biến áp điện có chứa các thiết bị điện tử chuyển đổi trở kháng tích hợp. Cảm biến IEPE được sử dụng để đo gia tốc, lực hoặc áp suất. Các microphone đo lường cũng áp dụng tiêu chuẩn IEPE. Các tên độc quyền khác cho cùng một nguyên tắc là ICP, CCLD, IsoTron hoặc DeltaTron. 
Các thiết bị điện tử của bộ cảm biến IEPE (thường thực hiện như FET mạch) chuyển đổi tín hiệu trở kháng cao của vật liệu áp điện vào một điện áp tín hiệu với một trở kháng thấp thường 100 Ω. Tín hiệu trở kháng thấp là lợi thế bởi vì nó có thể được truyền qua chiều dài cáp dài mà không làm giảm chất lượng tín hiệu. Ngoài ra, cáp tiếng ồn thấp đặc biệt, được yêu cầu sử dụng với cảm biến áp điện, không còn cần thiết nữa. 
Mạch cảm biến được cung cấp với dòng điện không đổi. Một đặc điểm khác biệt của nguyên tắc IEPE là nguồn điện và tín hiệu cảm biến được truyền qua một dây được che chắn. 
Hầu hết các cảm biến IEPE hoạt động ở dòng điện không đổi trong khoảng từ 2 đến 20 mA. Giá trị chung là 4 mA. Dòng điện càng cao thì chiều dài cáp có thể càng dài. Cáp có chiều dài vài trăm mét có thể được sử dụng mà không làm giảm chất lượng tín hiệu. Cung cấp cảm biến IEPE với dòng điện không đổi, dẫn đến điện áp phân cực dương, thường là từ 8 đến 12 volt, ở đầu ra. Tín hiệu đo thực tế của cảm biến được thêm vào điện áp phân cực này. Điện áp cung cấp hoặc tuân thủ của nguồn dòng không đổi phải từ 24 đến 30 V, gấp khoảng hai lần điện áp phân cực. Điều này đảm bảo biên độ tối đa theo hướng dương và âm.
Một nguồn cung cấp cảm biến IEPE điển hình với dòng điện không đổi 4 mA và điện áp tuân thủ 25 V có mức tiêu thụ điện là 100 mW. Đây có thể là một nhược điểm trong các hệ thống chạy bằng pin. Đối với các ứng dụng như vậy, các cảm biến IEPE công suất thấp tồn tại có thể được vận hành ở mức dòng không đổi 0,1 mA từ nguồn cung cấp 12 V. Điều này có thể tiết kiệm tới 90% năng lượng. 

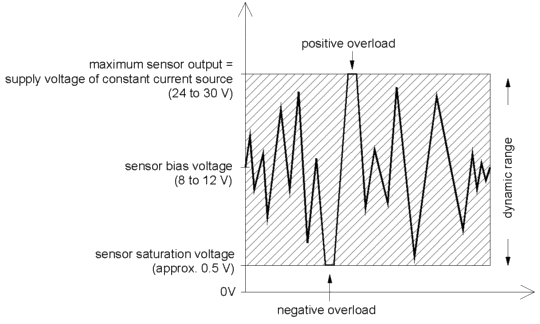
Điện áp thiên vị và điện áp đầu ra dao động của cảm biến IEPE

Nhiều dụng cụ đo được thiết kế cho cảm biến áp điện hoặc microphone đo có nguồn dòng không đổi IEPE được tích hợp ở đầu vào. Trong các dụng cụ đo có đầu vào IEPE, điện áp phân cực thường được sử dụng để phát hiện cảm biến. Nếu tín hiệu nằm gần với điện áp cung cấp dòng không đổi, không có cảm biến hiện diện hoặc đường dẫn cáp đã bị gián đoạn. Tín hiệu gần với điện áp bão hòa, biểu thị ngắn mạch trong cảm biến hoặc cáp. Ở giữa hai giới hạn này, một cảm biến chức năng đã được phát hiện. Điện áp phân cực bị cắt bởi một tụ điện ghép ở đầu vào thiết bị và chỉ tín hiệu AC được xử lý thêm. 

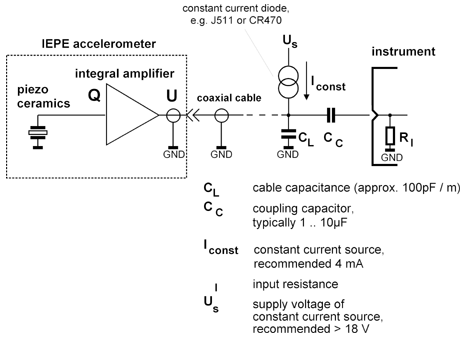
Cảm biến IEPE được kết nối với đầu vào của một thiết bị

Cảm biến áp điện không có thiết bị điện tử IEPE, nghĩa là có đầu ra sạc, vẫn được dành riêng cho các ứng dụng có tần số thấp nhất, nhiệt độ hoạt động cao, dải động cực lớn, hoạt động rất tiết kiệm năng lượng hoặc thiết kế cực kỳ nhỏ.  